# Oreopsyche flamula
Oreopsyche flamula är en fjärilsart som beskrevs av Ramon Agenjo Cecilia 1954. Oreopsyche flamula ingår i släktet Oreopsyche och familjen säckspinnare. Inga underarter finns listade i Catalogue of Life.